# Markowce (stacja kolejowa)
Markowce (ukr. Марківці, ros. Марковцы) – stacja kolejowa w pobliżu miejscowości Markowce, w rejonie iwanofrankiwskim, w obwodzie iwanofrankiwskim, na Ukrainie. Położona jest na linii Lwów – Czerniowce.
Stacja istniała przed II wojną światową.